# Koray Kacinoglu
Koray Kacinoglu est un footballeur germano-turc né le 20 juillet 1994 à Krefeld. Il évolue au poste d'arrière droit au FC Cologne II.

## Palmarès

### En équipe nationale
- Allemagne -17 ans
  - Troisième de la Coupe du monde des moins de 17 ans en 2011
    - Finaliste du championnat d'Europe des moins de 17 ans en 2011